# Banco Central Africano
El Banco Central Africano (BCA) es una de las tres instituciones financieras de la Unión Africana. Esta previsto que vaya adquiriendo progresivamente responsabilidades del Fondo Monetario Africano.
La creación del BCA que esta prevista que se complete en el 2028, empezó su andadura tras la firma del Tratado de Abuya en 1991. La Declaración de Sirte de 1999 ayudó a la aceleración de este proceso con la culminación de su creación en 2020.
Cuando este completamente implementado vía legislación del Parlamento Panafricano, el BCA será el único emisor de la moneda única africana, el afro y se convertirá en el banco central de la Unión Africana. Además  será el banco supervisor de las instituciones públicas y privadas, regulará y supervisará la industria bancaria africana y fijará los intereses oficiales y los tipos de cambio; conjuntamente con la administración del gobierno de la Unión Africana.